# نبيل ياسين
نبيل ياسين (18 مارس 1950) شاعر وصحفي وكاتب وناشط سياسي عراقي. ولد في بغداد ونشأ ودرس بها. تخرج من جامعتها في كلية الآداب. غادر العراق في 1980 إلى المجر ليستقر بعدها في بريطانيا. حصل على دكتوراه فلسفة من أكاديمية العلوم الهنغارية، 1986. عمل في الصحافة في العراق منذ 1966 حتى 1980، ثم سكن بيروت واستقر في لندن وأنتج برامج في قنوات عديدة. له مؤلفات عديدة عن تاريخ السياسي العراقي، ومجموعات شعرية وكتب في الأدب الأطفال.

## سيرته
ولد نبيل ياسين حسين عبد الله يوم 18 مارس 1950/ 29 جمادى الأولى 1369 في حي كرادة مريم ببغداد ونشأ ودرس بها. أنهى دراسته الجامعية في جامعة بغداد بكلية الآداب سنة 1972.
دخل الإعلام، وعمل في الصحافة والإذاعة العراقية من 1966 إلى 1979 وغادر العراق في مطلع عام 1980 إلى المجر وواصل دراسته العالية فيها وحصل على الدكتوراه فلسفة من أكاديمية العلوم الهنغارية عام 1986.
واصل مهنته الصحفية في المهجر، ونشر مقالاته في جريدة الحياة اللندنية منذ 1992 كما نشر في الشرق الأوسط والمجلة وصحف أخرى. عمل نبيل ياسين أيضًا في إنتاج ونقديم البرامج التلفزيونية في إم بي سي والجزيرة وإي إن إن وراديو إم بي س إف إم.
وفي السياسة، خاض حملتين انتخابيتين عامي 2010 بقائمة مستقلة باسم تيار العدالة والحرية -تجديد العراق بعنوان «من اجل الناس» ولم يفز وخاض الثانية عام 2014 بعنوان «عندي امل» ولم يفز ايضًا، وكان له نشاطات حول حقوق المواطنة.

## مؤلفاته
من دواوينه الشعرية:
- «البكاء على مسلة الاحزان»، 1970
- «الشعراء يهجون الملوك»، 1978
- «فصول عراقية»، 1981
- «قصيدتان»، 1981
- «أحلام شاقة»، 1987
- «الأخوة ياسين»، 1994
- «صهيل في غرفة»، 2002
- «دعوني أعبر هذا العالم»، 2019

من كتبه:
- «سر الابواب السبعة»، مجموعة قصص لأطفال بمشاركة مع اخيه جبار ياسين
- «الاصول الاجتماعية والفكرية للتيارات الإسلامية المعاصرة»، 1995
- «التاريخ المحرم: العراق نموذجا»، 1998
- «أغنية نبيل»، 2006، بالإنجليزية
- «الأعمال الشعرية»، 2017 عن المؤسسة العربية للدراسات والنشر
- «أوجاع الوردة»، سيرته الثقافية والفكرية، 2018
- «أكثر ضجة هذه الغابة»، ترجمة لشعراء المجر منذ القرن التاسع عشر وخلال القرن العشرين، 2019

## طالع أيضًا
- أغنية نبيل